# Velodrome Amsterdam
Het Velodrome Amsterdam is een van de drie overdekte wielerbanen in Nederland. De baan werd in 1972 gebouwd op het Sportpark Sloten. Ze heeft een lengte van 200 meter, een maximale hellingshoek van 47° en is gemaakt van houten latten. De Gemeente Amsterdam is sinds 2016 de enige beheerder en wordt daarbij geholpen door een grote groep vrijwilligers.

## Geschiedenis

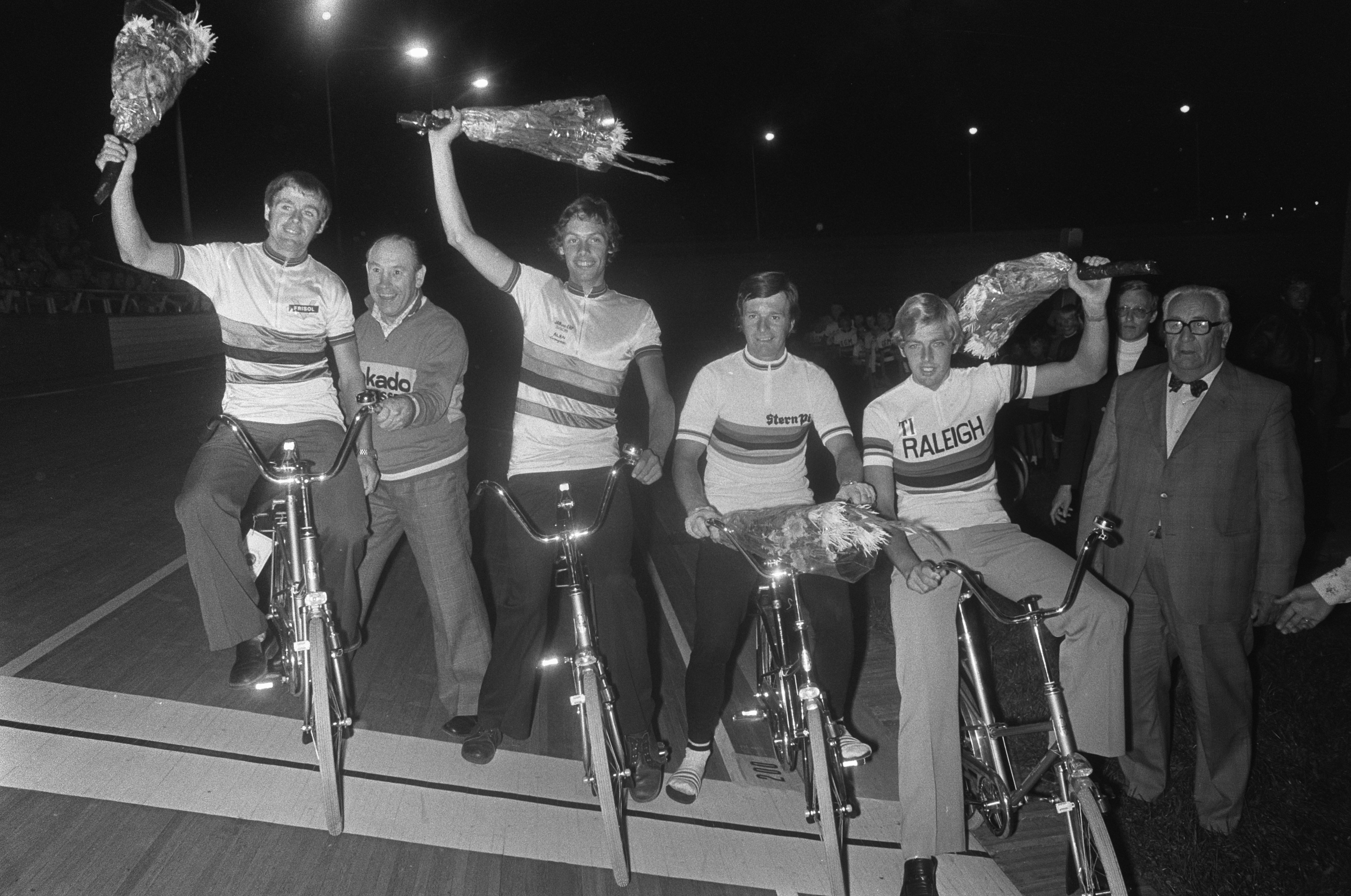
Huldiging wereldkampioenen in 1975: Hennie Kuiper, André Gevers, Dieter Kemper en Roy Schuiten.

De in eerste instantie onoverdekte baan werd in 1972 gebouwd naar plannen van het Duitse architectenbureau Schürmann. De baan werd in de jaren 1980 voorzien van een nieuw rijvlak. Om te voorkomen dat de baan veelvuldig moest worden vervangen, werd ze in 1998 overdekt.
Van 2001 tot 2016 was het Velodrome de locatie voor de Zesdaagse van Amsterdam en ook de Nederlandse kampioenschappen baanwielrennen zijn weleens hier gehouden.
In 2021 werd het loopvlak van de baan opnieuw vernieuwd onder leiding van Sander Douma Architecten. Hierbij werd het oude hardhout vervangen door hout van de Siberische den. Ook werd het mogelijk gemaakt om een gedeelte van de baan omhoog te heffen, zodat de toegang tot het binnenterrein makkelijker werd voor bijvoorbeeld hulpdiensten. Voor electronische tijdwaarneming kwam er een MyLaps-systeem waarvoor de renners een chip op de fiets aanbrengen. En er werd een tempohaas, met LED-lichten langs de blauwe strook, aangelegd voor trainingen en recordpogingen.

## Gebruikers
- KNWU topsport en KNWU regionale trainingscentra.
- Diverse wielerverenigingen en wielerscholen.
- ASC Olympia (1898), de oudste wielervereniging van Nederland, traint en organiseert er onder meer Nederlandse Kampioenschappen voor de jeugd en nieuwelingen, en Masters.
- In 2024 werd het middenterrein voorzien van een 3×3-basketbalveld, een normaal basketbalveld, een krachtruimte en een basketbalschietmachine. Hier bereidden de 3x3-basketbalsters zich voor op het Olympisch kwalificatietournooi in Hongkong.[4]